# 古生物
古生物（こせいぶつ、英語: Prehistoric life）は、地質時代（地球の誕生から人類の歴史以前の時代）に生存したと想定される生物の総称。次のように大別できる。
- 古生物（かつて地球上に存在した生物種）…約10億種以上（?）
  - 化石種（化石として発見された種）…約13万種
    - 現生種（現在生存している種）…人類が発見した現生種は約150万種、未確認は数千万種とされる。
      - シーラカンス等

    - 絶滅種（現在絶滅している種）
      - アンモナイト、三葉虫、恐竜

## 復元
過去に生存していた生物は、普通は化石によってのみ、その存在を知ることができる。ただし、化石からその生物のことがすべてわかるわけではない。化石等を元に、生物の生きていたときの様子を再現する試みのことを復元という。
しかし、化石に残るのが、その生物のごく一部分であることはごく普通で、運良く全身が残っていたとしても、そこからすぐにその生物のことがわかるわけではない。多くの場合、できる限りの証拠を集めて、その生物の生きていたときの様子を考えようとしても、様々な仮定の上に立ったものしかできない。新たな証拠が発見されることで、それまでの復元像が完全に改められる場合も多い。
有名な例として、化石が多いことで知られるハルキゲニアがある。全身が残ってはいたものの、各部にさして特徴が無く、どちらが前か、どちら上かも判断がつけにくい時期が続いた。初期の復元では体の細長い端を尾部とし、対になった棘を足のようにして立ち、背中から触手を伸ばす動物として復元された。これは後に研究が進み、棘は背面から上に突き出し、背面の触手と考えたものが爪のある脚で、細長い端から頭部の特徴である口と眼が見つかり、上下・前後とも逆さまに誤解釈されることが判明した。
また、断片が最初に発見され、それぞれ無関係の生物と誤解釈された例もあり、これはラディオドンタ類のアノマロカリス、ペイトイアとフルディアが代表的である。これらの古生物は全身を解明される以前では、歯（ペイトイアとフルディア）はクラゲ、前部付属肢（アノマロカリス）と甲皮（フルディア）はコノハエビ、胴体（ペイトイア）はナマコと考えられた。